# Schweine nebenan
Schweine nebenan (Originaltitel: Pigs Next Door) ist eine irisch-amerikanische Zeichentrickserie aus dem Jahr 2000.

## Handlung
Schweinevater Phil und seine Familie sind die Erben der Farm ihres verstorbenen Herrchens. Jedoch überredet der Schweinepapa die anderen das Anwesen zu verkaufen und in die Stadt zu ziehen. Dort leben sie sich schnell ein und nehmen verschiedene Jobs an. So wird Phil zum Autoverkäufer, Mutter Clara wird im Modebereich tätig und die Ferkel Chuckie und April gehen zur Schule. Allerdings sind sie die einzigen Schweine in einem Ort voller Menschen und so bekommen sie des Öfteren Probleme mit den anderen Bewohnern.

## Produktion und Veröffentlichung
Die Serie wurde im Jahr 2000 von der EM.TV & Merchandising AG, Magma Films und Saban Entertainment in irisch-amerikanischer Kooperation produziert. Die deutsche Erstausstrahlung fand am 7. Juli 2001 auf Sat.1 statt. Weitere deutschsprachige TV-Ausstrahlungen fanden auf Junior statt.

## Synchronisation
| Rolle            | Synchronsprecher   |
| ---------------- | ------------------ |
| Phil             | John Goodman       |
| Clara            | Jamie Lee Curtis   |
| Chuckie          | Michael Bacall     |
| April            | Janice Kawaye      |
| Ike Stump        | John Ratzenberger  |
| Cookie Stump     | Jennifer Tilly     |
| Brad Crenshaw    | Ed Begley junior   |
| Ben Crenshaw     | Eddie Deezen       |
| Dschungel-George | Brian Doyle-Murray |
| Helen            | Cheryl Chase       |

## Episodenliste
| Folge | deutscher Titel                    | deutsche Erstausstrahlung | englischer Titel         |
| 1     | Schweine im Anzug                  | 07.07.2001                | Movin’ On Up             |
| 2     | Schweinsleder des Grauens          | 14.07.2001                | Pig Skin Hero            |
| 3     | Karriere im Schlamm                | 21.07.2001                | High on Hog              |
| 4     | Onkel Leo                          | 28.07.2001                | La Cage Au Leo           |
| 5     | Die Schweineinsel                  | 04.08.2001                | Hog Island               |
| 6     | Hollywood ruft                     | 11.08.2001                | Pig in Hong Kong         |
| 7     | Der Schweineflüsterer              | 18.08.2001                | The Hog Whisperer        |
| 8     | Schweine vorm Altar                | 25.08.2001                | Stand By Your Ham        |
| 9     | Chuckies neue Freundin             | 01.09.2001                | Chuckie’s in Love        |
| 10    | Schweine aller Welt vereinigt euch | 08.09.2001                | Pink Panther Party       |
| 11    | Schweine an die Macht              | 15.09.2001                | The Hamchurian Candidate |
| 12    | Ein Schwein auf Patrouille         | 22.09.2001                | Hog Squad                |
| 13    | Ein Boss muss kein Schwein sein    | 29.09.2001                | Swine Anxiety            |